# 瓦西乡
瓦西乡，是中华人民共和国四川省凉山彝族自治州美姑县曾经下辖的一个乡。2021年1月12日，撤销依果觉乡和瓦西乡，设立洪溪镇。以原依果觉乡和原瓦西乡所属行政区域为洪溪镇的行政区域。

## 行政区划
瓦西乡撤销前下辖以下地区：
瓦西村、拉洛村、达拉阿莫村、尼木则村、峨觉村和木作洛村。